# Histoire de Dublin
 (mars 2016).
Si vous disposez d'ouvrages ou d'articles de référence ou si vous connaissez des sites web de qualité traitant du thème abordé ici, merci de compléter l'article en donnant les références utiles à sa vérifiabilité et en les liant à la section « Notes et références ».
L'histoire de la ville de Dublin remonte à plus de 1 000 ans. Durant une grande partie de cette période, elle a été la principale ville et le centre culturel, éducatif et industriel d'Irlande.

## Fondation et histoire ancienne
La plus ancienne référence à Dublin se trouve parfois dans les écrits de Claudius Ptolemaeus (Ptolémée), astronome et cartographe égypto-grec, vers l'an 140, qui fait référence à une colonie appelée Eblana. Cela semble donner à Dublin un droit légitime à près de deux mille ans d'antiquité, car le village devait exister depuis longtemps avant que Ptolémée n'en prenne connaissance. Récemment, cependant, des doutes ont été émis quant à l'identification d'Eblana avec Dublin, et la similitude des deux noms est aujourd'hui considérée comme une coïncidence.
Au début des IXe et Xe siècles, il existe deux colonies à l'endroit où se trouve la ville moderne. La colonie viking datant d'environ 841 était connue sous le nom de Dyflin, de l'irlandais Duiblinn (« mare noire »), qui a également donné le nom anglais moderne. Il s'agissait d'un bassin de marée sombre où la rivière Poddle se jetait dans la Liffey, sur le site des Castle Gardens, à l'arrière du château de Dublin. Le village gaélique, Áth Cliath (« le gué des haies ») se trouvait plus en amont, à l'emplacement de l'actuel pont Father Mathew, au bas de Church Street. Le nom du village celtique est toujours utilisé comme nom irlandais de la ville moderne, bien que la première preuve écrite de son existence se trouve dans les Annales d'Ulster de 1368.